# New Jersey Americans 1967-1968
La stagione 1967-68 dei New Jersey Americans fu la 1ª nella ABA per la franchigia.
I New Jersey Americans arrivarono quarti nella Eastern Division con un record di 36-42, non qualificandosi per i play-off.

## Roster
| N°    | Naz.                   | Ruolo | Sportivo         | Anno | Alt. | Peso |
| ----- | ---------------------- | ----- | ---------------- | ---- | ---- | ---- |
| 3     | Stati Uniti (bandiera) | G     | Bobby Lloyd      | 1946 | 188  | 83   |
| 4     | Stati Uniti (bandiera) | GA    | Walt Simon       | 1939 | 198  | 91   |
| 20    | Stati Uniti (bandiera) | C     | Dan Anderson     | 1943 | 208  | 104  |
| 22-40 | Stati Uniti (bandiera) | G     | Barry Leibowitz  | 1945 | 188  | 82   |
| 22-41 | Stati Uniti (bandiera) | C     | Al Beard         | 1942 | 206  | 91   |
| 22    | Stati Uniti (bandiera) | A     | Dexter Westbrook | 1943 | 203  | 86   |
| 25    | Stati Uniti (bandiera) | GA    | Tony Jackson     | 1942 | 193  | 91   |
| 27    | Stati Uniti (bandiera) | G     | Mel Nowell       | 1939 | 188  | 77   |
| 30    | Stati Uniti (bandiera) | G     | Bruce Spraggins  | 1940 | 196  | 85   |
| 32    | Stati Uniti (bandiera) | A     | Johnny Mathis    | 1943 | 198  | 100  |
| 33    | Stati Uniti (bandiera) | G     | John Austin      | 1944 | 183  | 77   |
| 40    | Stati Uniti (bandiera) | GA    | Art Heyman       | 1941 | 196  | 93   |
| 40    | Stati Uniti (bandiera) | GA    | Levern Tart      | 1942 | 188  | 88   |
| 41    | Stati Uniti (bandiera) | C     | Jim Caldwell     | 1943 | 208  | 111  |
| 41    | Stati Uniti (bandiera) | AC    | Stew Johnson     | 1944 | 203  | 100  |
| 44    | Stati Uniti (bandiera) | A     | Bob McIntyre     | 1944 | 198  | 98   |
| 44    | Stati Uniti (bandiera) | AC    | Hank Whitney     | 1939 | 201  | 104  |

## Staff tecnico
- Allenatore: Max Zaslofsky